# 刀形吻状蛤
刀形吻状蛤（学名：Propeleda soyomaruae），是弯锦蛤目弯锦蛤科Propeleda属的一种。主要分布于中国大陆，常栖息在水深168米软泥底。